# Presbiterianismo no Rio Grande do Norte
O Presbiterianismo é a terceira maior família denominacional protestante histórica no Rio Grande do Norte (atrás apenas dos batistas e adventistas), correspondendo a 0,3% da população da unidade federativa.

## História
O Presbiterianismo chegou ao Rio Grande do Norte em  1879. Neste ano, o Rev. John Rockwell Smith, missionário norte-americano que trabalhava em Pernambuco, enviou os colportores Francisco Filadelfo de Sousa Pontes e João Mendes Pereira Guerra para atuarem no Estado. Eles trabalharam na venda de bíblias e outras literaturas evangélicas.
Em 1883 o missionário norte-americano DeLacey Wardlaw, enviado pela Igreja Presbiteriana dos Estados Unidos, fez a primeira pregação evagelística em Mossoró. Dois anos depois, em 1885, a primeira igreja presbiteriana da cidade foi organizada.
Em 1887 , o missionário Wardlaw visitou a cidade de Natal, acompanhado por Belmiro de Araújo César, o terceiro pastor presbiteriano brasileiro, que na época trabalhava em João Pessoa. Na ocasião, o professor Joaquim Lourival Soares da Câmara converteu-se ao Protestantismo e passou a difundir a Fé Reformada em Natal.
Em 1893, o Presbitério de Pernambuco, da Igreja Presbiteriana do Brasil, enviou os Reverendos Juventino Marinho e William Calvin Porter para visitar a capital do Estado. Consequentemente, o tenente Genésio Xavier Pereira de Brito, delegado da cidade, também se converteu.
Em 1895, os missionários presbiterianos começaram a publicação de um jornal, intitulado O Século. No ano seguinte, foi formalmente organizada a primeira congregação presbiteriana de Natal que teve como pastor o Rev. William Calvin Porter.
Em 1897, a foi criado o Colégio Americano em Natal, formado pelas missões presbiterianas para auxiliar na educação da cidade e como meio de evangelização.
A partir do trabalho evangelístico e plantação de igrejas, o Presbiterianismo se espalhou pelo estado, tornando-se uma das maiores famílias denominacionais protestantes históricas no Rio Grande do Norte.

## Igreja Presbiteriana do Brasil (IPB)

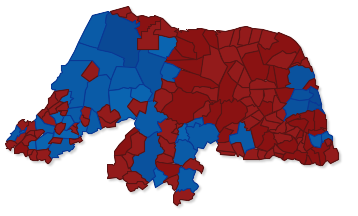
Municípios com igrejas federadas a Igreja Presbiteriana do Brasil no Rio Grande do Norte

A Igreja Presbiteriana do Brasil é a maior denominação presbiteriana no Rio Grande do Norte. É constituída no Estado pelo Sínodo Rio Grande do Norte, que possui 1 sínodo (SRN), 7 presbitérios e aproximadamente 41 igrejas e congregações federadas em todo o Estado.
Os Presbitérios são: Presbitério Alto Oeste Potiguar (PBAP); Presbitério Litorâneo do Rio Grande do Norte (PLRN); Presbitério Oeste Riograndense (PROR); Presbitério Potiguar (PPTG); Presbitério Rumo ao Sertão (PBRS); Presbitério Seridó do Rio Grande do Norte (PSRN); Presbitério Metropolitano de Natal (PMNT). Sendo 3 na região Metropolitana de Natal (PMNT, PLRN e PPTG); 3 no Oeste Potiguar (PROR, PBRS e PBAP) e um no Seridó (PSRN). O Agreste é a região com menor presença presbiteriana do RN.

## Igreja Presbiteriana Independente do Brasil (IPI)
A Igreja Presbiteriana Independente do Brasil também possui igrejas no Estado. O Ex-presidente da república Café Filho era filho de presbítero da Igreja Presbiteriana de Natal (IPB), estudou no Colégio Americano em Natal (da IPB), mas depois foram transferidos para a Igreja Presbiteriana Independente de Natal.

## Outras denominações presbiterianas
A  Igreja Presbiteriana Conservadora do Brasil, Igreja Presbiteriana Fundamentalista do Brasil e Igreja Presbiteriana Unida do Brasil não possuem igrejas no estado.